# Kyslyzja
Kyslyzja (ukrainisch Кислиця; russisch Кислица Kisliza, rumänisch Câşliţa-Dunăre) ist ein Dorf in der ukrainischen Oblast Odessa mit etwa 3000 Einwohnern (2001).
Die Bewohner des Dorfes betreiben eine Fischfarm, Obst- und Gemüseanbau sowie Wein- und Gartenbau.
Das 1813 von Siedlern aus Moldau als Câşliţa-Dunăre gegründete Dorf (eine weitere Quelle nennt als Gründungsjahr 1807) liegt am Nordufer des Kilijaarms, dem nördlichsten Mündungsarm der Donau, die hier die Grenze zwischen Rumänien und der Ukraine bildet, sowie am Südostufer des 67 km² großen Katlabuchsees. Kyslyzja befindet sich an der Territorialstraße T–16–07 zwischen dem 21 km südwestlich gelegenen Rajonzentrum Ismajil und der 24 km östlich gelegenen Stadt Kilija. Das Oblastzentrum Odessa liegt etwa 220 km nordöstlich vom Dorf.
Im Pariser Frieden von 1856, wodurch der Krimkrieg beendet wurde, gelangte das Dorf mit einem Landstreifen im Südwesten Bessarabiens von Russland an das Fürstentum Moldau, musste jedoch im Berliner Friedensvertrag von 1878 an Russland zurückgegeben werden. In der Zwischenkriegszeit gab es im Dorf ein geheimes bolschewistisches Komitee. Mehrere Dorfbewohner nahmen 1924 am Aufstand von Tatarbunary teil, der von Bolschewisten in der UdSSR organisiert wurde. Infolge des Molotow-Ribbentrop-Pakts 1939 wurden Bessarabien, die Nordbukowina und das Herza-Gebiet von der UdSSR annektiert. Seit 1991 gehört Kyslyzia zum Rajon Ismajil in der Oblast Odessa der unabhängigen Ukraine.

## Verwaltungsgliederung
Am 12. Juni 2020 wurde das Dorf ein Teil der Landgemeinde Safjany; bis dahin bildete es die Landratsgemeinde Kyslyzja (Кислицька сільська рада/Kyslyzka silska rada) im Südosten des Rajons Ismajil.